# Мелекшинское сельское поселение
Мелекшинское се́льское поселе́ние — муниципальное образование в Старожиловском районе Рязанской области Российской Федерации.
Административный центр — деревня Мелекшино.

## История
Статус и границы сельского поселения установлены Законом Рязанской области от 7 октября 2004 года № 98-ОЗ «О наделении муниципального образования Старожиловский район статусом муниципального района, об установлении его границ и границ муниципальных образований, входящих в его состав».

## Население
| 2010  | 2012  | 2013  | 2014  | 2015  | 2016  | 2017  |
| ----- | ----- | ----- | ----- | ----- | ----- | ----- |
| 1422  | ↗1428 | ↗1476 | ↗1503 | ↗1545 | ↘1540 | ↗1554 |
| 2018  | 2019  | 2020  | 2021  |       |       |       |
| ↘1540 | ↘1507 | ↗1513 | ↘1245 |       |       |       |

## Состав сельского поселения
| №  | Населённый пункт    | Тип населённого пункта          | Население |
| -- | ------------------- | ------------------------------- | --------- |
| 1  | Аристово            | деревня                         | ↘332      |
| 2  | Богданово           | деревня                         | ↘35       |
| 3  | Бутырки             | деревня                         | 47        |
| 4  | Вельяминовка        | деревня                         | 13        |
| 5  | Волоховские Выселки | деревня                         | 9         |
| 6  | Ефремово            | деревня                         | 14        |
| 7  | Ефремовские Хутора  | деревня                         | 3         |
| 8  | Кипенский           | посёлок                         | 8         |
| 9  | Коленцы             | село                            | ↘20       |
| 10 | Кореньки            | деревня                         | 6         |
| 11 | Лукино              | деревня                         | 13        |
| 12 | Лучинск             | село                            | ↘122      |
| 13 | Мелекшино           | деревня, административный центр | ↘351      |
| 14 | Полубояриново       | деревня                         | 1         |
| 15 | Свиридовка          | деревня                         | 11        |
| 16 | Соболево            | село                            | ↘81       |
| 17 | Тарасово            | деревня                         | ↘11       |
| 18 | Татаркино           | деревня                         | ↘357      |
| 19 | Шишкино             | деревня                         | 2         |

## Местное самоуправление
Правление поселения располагается в деревне Мелекшино по адресу: 391185, Рязанская область, Старожиловский район, д. Мелекшино, ул. Речная д. 25
Глава сельского поселения
Фомичёва Татьяна Андреевна, избрана 01.03.2009